# Cantó de Castres-Nord
El cantó de Castres-Nord és un cantó francès del departament del Tarn, a la regió d'Occitània. Està enquadrat al districte de Castres i només compta amb dos municipis.

## Municipis
- Castres
- La Bolbena

## Història
| Data d'elecció                           | Identitat        | Partit                     | Qualitat |
| ---------------------------------------- | ---------------- | -------------------------- | -------- |
| 1970-1989                                | Jacques Limouzy  | UDR, després RPR           |          |
| 1989-                                    | Michel Monsarrat | Divers droite, després UMP |          |
| les dades anteriors no són pas conegudes |                  |                            |          |
|                                          |                  |                            |          |